# Gonzalo Higuaín
Gonzalo Gerardo Higuaín (* 10. Dezember 1987 in Brest, Frankreich) ist ein ehemaliger argentinischer Fußballspieler. Der Stürmer gewann mit Real Madrid drei Mal die spanische und mit Juventus Turin drei Mal die italienische Meisterschaft. Mit der argentinischen Nationalmannschaft wurde er Vize-Weltmeister 2014.

## Karriere

### Verein

#### Anfänge
Higuaín kam im französischen Brest zur Welt. Sein Vater Jorge Higuaín war zu diesem Zeitpunkt bei Stade Brest als Spieler aktiv. Seine Eltern siedelten mit ihm nach Argentinien über, als er zehn Monate alt war. Dort begann er mit dem Fußballspielen und wurde in die Jugendmannschaft des argentinischen Topklubs River Plate aufgenommen. Bis zum Ende des Jahres 2006 spielte Higuain für River Plate, wo er im Sturm, aber auch im offensiven Mittelfeld aufgestellt wurde.
Im Sommer 2006 gab es viele Spekulationen um einen Wechsel des Youngsters zu einem der europäischen Spitzenclubs. Unter anderem war der FC Liverpool an ihm interessiert. Im Dezember des gleichen Jahres unterzeichnete er einen Vertrag bei Real Madrid. Dieser lief ursprünglich bis Juni 2013. Die Ablösesumme betrug 13 Millionen Euro.

#### Real Madrid
Der Durchbruch gelang Gonzalo Higuaín in der Saison 2008/09, in der er für Real Madrid 22 Ligatore erzielte. Mit dieser Leistung wurde der Offensiv-Allrounder Fünfter der Torjägerliste in Spanien. In der Saison 2009/10 traf er 27 Mal und belegte hinter Lionel Messi den zweiten Rang der Torschützenliste in der spanischen Meisterschaft. Am Saisonende verlängerte Higuaín seinen Vertrag bei den Königlichen vorzeitig um drei Jahre bis Juni 2016.
Zu Beginn der Saison 2010/11 stand Higuaín in den ersten zwölf Ligaspielen in der Startformation und schoss sieben Tore. Im Dezember 2010 wurde bei ihm ein Bandscheibenvorfall diagnostiziert, der eine Operation erforderlich machte und eine viermonatige Zwangspause zur Folge hatte. Im April 2011 feierte Higuaín sein Comeback. Er beendete die Spielzeit mit 17 Ligaspielen und zehn Toren.
Die Saison 2011/12 begann Higuaín als Einwechselspieler, da der Trainer José Mourinho die Sturmposition Karim Benzema anvertraute, der während Higuaíns Abwesenheit in der Vorsaison Pluspunkte hatte sammeln können. Am sechsten Spieltag bestritt er wieder eine Ligapartie von Beginn an und schoss in den folgenden vier Spielen prompt acht Tore, darunter zwei Hattricks gegen Espanyol Barcelona und Betis Sevilla. Daraufhin teilte er sich die Position im Angriff mit seinem französischen Mannschaftskameraden. Insgesamt bestritt er im Laufe der Spielzeit 35 Ligaspiele und kam bei 18 Startelfeinsätzen auf 22 Tore. Mit Real Madrid gewann er zum dritten Mal die spanische Meisterschaft.
In der Saison 2012/13 schoss Higuaín am 23. Februar 2013 im 179. Spiel sein 100. Tor in der Primera División. Er beendete die Spielzeit mit 16 Toren in 28 Ligaspielen. Am Saisonende kündigte er nach sechseinhalb Jahren Vereinszugehörigkeit seinen Abschied von Real Madrid an.

#### Higuaín in der Serie A

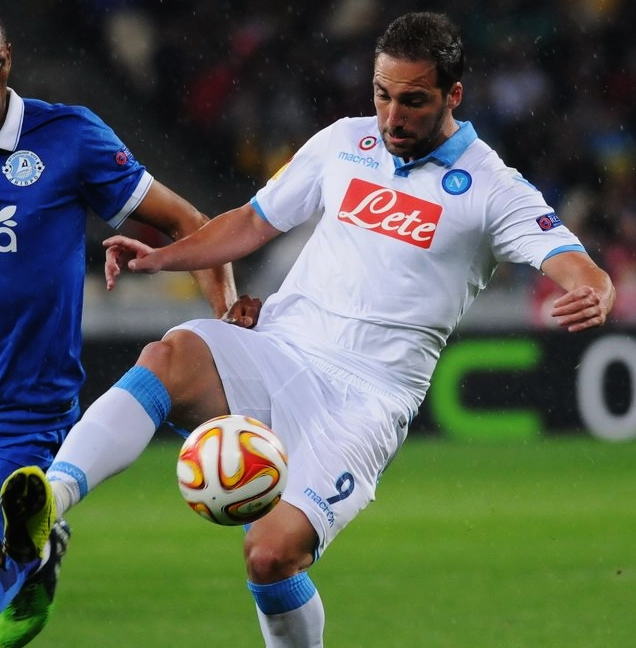
Higuaín im Trikot des SSC Neapel (2015)

Zur Saison 2013/14 wechselte Higuaín für rund 40 Millionen Euro zur SSC Neapel in die Serie A. Er unterschrieb einen Fünfjahresvertrag bis zum 30. Juni 2018.
Zur Saison 2016/17 wechselte Higuaín für 90 Millionen Euro, als teuerster Transfer der Geschichte innerhalb der Serie A sowie als einer der teuersten Transfers weltweit, zum Ligakonkurrenten Juventus Turin, bei dem er einen Fünfjahresvertrag unterschrieb.
Nachdem Juventus Turin zur Saison 2018/19 Cristiano Ronaldo verpflichtet hatte, wechselte Higuaín für eine Leihgebühr in Höhe von 18 Millionen Euro zunächst für ein Jahr auf Leihbasis zur AC Mailand. Anschließend hatte der AC Mailand die Option, für 36 Millionen Euro die Transferrechte an Higuaín zu erwerben. Bei Milan kam Higuaín bis Januar 2019 auf 15 Serie-A-Einsätze, in denen er sechs Treffer erzielte.

#### FC Chelsea
Am 23. Januar 2019 wurde die Vereinbarung zwischen Juventus Turin und der AC Mailand aufgelöst. Gleichzeitig wechselte Higuaín bis zum Ende der Saison 2018/19 auf Leihbasis in die Premier League zum FC Chelsea. Für 18 Millionen Euro konnte der FC Chelsea die Leihe anschließend um ein Jahr verlängern; zudem bestand eine Option zum Erwerb der Transferrechte in Höhe von 36 Millionen Euro. Higuaín kam unter dem Cheftrainer Maurizio Sarri, unter dem er bereits in Neapel gespielt hatte, bis zum Saisonende auf 14 Premier-League-Einsätze, in denen er fünf Tore erzielte. Zudem kam er einmal in der Europa League zum Einsatz, die der FC Chelsea gegen den FC Arsenal gewann. Nach der Saison verließ Higuaín neben Sarri den Verein zu Juventus Turin.

#### Rückkehr zu Juventus
Zur Saison 2019/20 kehrte Higuaín zu Juventus Turin zurück. Er kam im Sturm unter dem neuen Cheftrainer Maurizio Sarri, der ihn zuvor bei der SSC Neapel und Chelsea trainiert hatte, neben Cristiano Ronaldo und Paulo Dybala auf 32 Ligaeinsätze (20 von Beginn), in denen er 8 Tore erzielte. Zudem absolvierte Higuaín 8 Partien (2 Tore) in der Champions League, in der Juve im Achtelfinale gegen Olympique Lyon ausschied, sowie 3 Spiele (ein Tor) in der Coppa Italia. Am Saisonende wurde Higuaín mit Juventus italienischer Meister.

#### Karriereausklang in der MLS
Mitte September 2020 löste der 32-jährige Higuaín seinen Vertrag bei Juventus Turin auf und wechselte in die Major League Soccer zu Inter Miami. Er folgte damit Blaise Matuidi, der sich einen Monat zuvor nach Vertragsauflösung bei Juventus dem Franchise von David Beckham angeschlossen hatte. Wenige Wochen später schloss sich auch sein älterer Bruder Federico Inter Miami an. Bis zum Ende der Saison 2020 kam Higuaín in 9 MLS-Spielen stets in der Startelf zum Einsatz und erzielte ein Tor.

### Nationalmannschaft

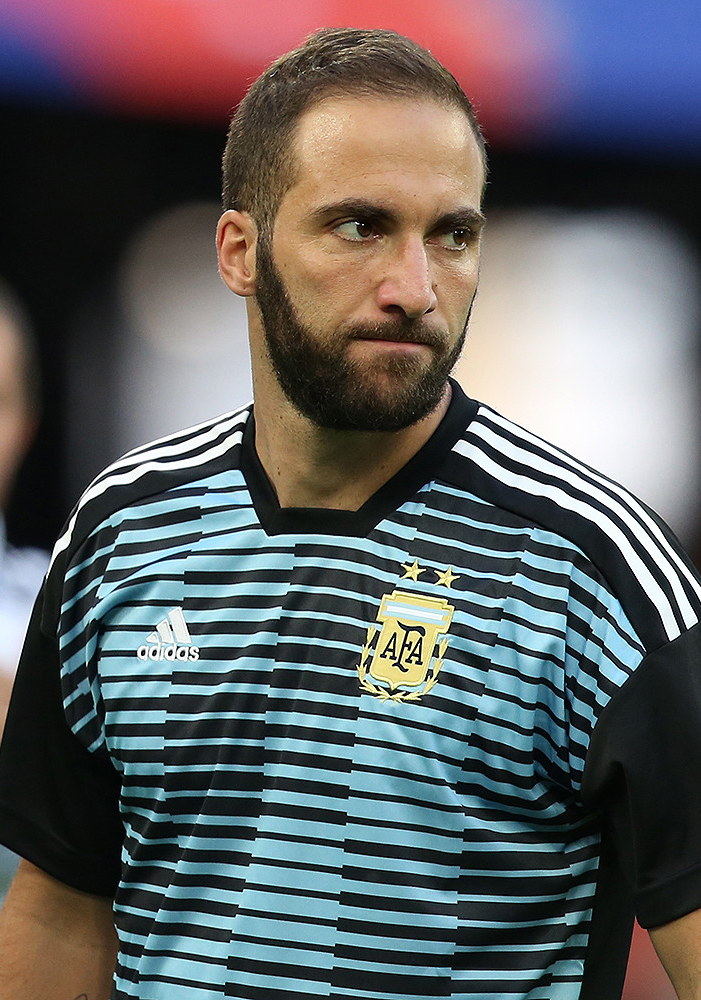
Higuaín bei der WM 2018 in Russland

Higuaín spricht kein Französisch, ist aber, da er in Frankreich auf die Welt kam, neben der argentinischen auch im Besitz der französischen Staatsbürgerschaft. Im November 2006 wurde er vom französischen Nationaltrainer Raymond Domenech für ein Spiel der Nationalmannschaft gegen Griechenland nominiert, lehnte jedoch einen Einsatz ab, weil er es vorzog, für Argentinien zu spielen. Am 10. Oktober 2009 feierte er gegen Peru sein Debüt in der Nationalelf Argentiniens.
Erwartungsgemäß wurde er für die Weltmeisterschaft 2010 nominiert. Im zweiten Gruppenspiel der argentinischen Auswahl erzielte er gegen Südkorea drei Tore beim 4:1-Erfolg. Im Achtelfinale gegen Mexiko schoss er das zwischenzeitliche 2:0 (Endstand 3:1). Im Viertelfinale scheiterte er mit Argentinien an Deutschland.
Vier Jahre später nahm er an der Weltmeisterschaft 2014 teil. In der Qualifikation waren Lionel Messi mit zehn und Higuaín mit neun Toren die zweit- und drittbesten Torschützen der CONMEBOL. Argentinien hatte sich als Gruppensieger qualifiziert. Higuaín stand in jedem der sieben argentinischen Spiele auf dem Platz und schoss im Viertelfinale das Siegtor gegen Belgien (hier wurde er auch zum Man of the Match gewählt). Im Finale verlor seine Mannschaft gegen Deutschland. Dennoch war diese Teilnahme Argentiniens die beste Leistung bei einem WM-Turnier seit 1990.
2015 erreichte Higuaín mit Argentinien das Finale der Copa América 2015. Er hatte zwei Tore während des Turniers geschossen. Das Finale verlor Argentinien im Elfmeterschießen. Hier vergab Higuaín einen der Elfmeter.
Er stand im Kader der Nationalmannschaft Argentiniens für die WM 2018 in Russland. Dort schied die Mannschaft im Achtelfinale gegen den späteren Weltmeister Frankreich aus.
Im März 2019 gab Higuaín seinen Rücktritt aus der Nationalmannschaft bekannt. Seinen 75. und letzten Einsatz absolvierte er am 26. Juni 2018 im letzten Gruppenspiel der Weltmeisterschaft. Insgesamt erzielte Higuaín 31 Tore.

## Titel
International
- Europa-League-Sieger: 2019

Italien
- Italienischer Meister: 2017, 2018, 2020
- Italienischer Pokalsieger: 2014, 2017, 2018
- Italienischer Supercupsieger: 2014

Spanien
- Spanischer Meister: 2007, 2008, 2012
- Spanischer Supercupsieger: 2008, 2012

## Auszeichnungen
- Torschützenkönig der Serie A: 2016
- Team des Jahres der Serie A: 2014, 2016, 2017

## Persönliches
Higuaín hat den Spitznamen „El Pipita“, was auf Spanisch „Pfeifchen“ oder „kleine Pfeife“ bedeutet. Der Spitzname geht auf seinen Vater Jorge zurück, der aufgrund seiner langen, spitzen Nase „El Pipa“, die Pfeife, genannt wurde. Sein älterer Bruder Federico (* 1984) war ebenfalls Fußballspieler.